# Astrid Henn
Astrid Henn (* in Aachen) ist eine deutsche Kinderbuchillustratorin.

## Leben
Henn studierte Visuelle Kommunikation an der Fachhochschule Aachen. Danach arbeitete sie als Artdirektorin und Designerin. Sie lebt in Hamburg.

## Auszeichnungen
- LovelyBooks Leserpreis 2019 (Gold) in der Kategorie Bilderbuch für Das NEINhorn[3]

## Illustrationen (Auswahl)
- Paula leiht sich was. Arena, 2008 (Text von Udo Weigelt).
- Ralf-Rüdiger. Ein Rentier sucht Weihnachten. Arena, 2013, ISBN 978-3-401-70173-8 (Text von Christian Seltmann).
- Jimmy Milchohr. Arena, 2016, ISBN 978-3-401-70434-0 (Text von Christian Seltmann).
- Schäfchen vermisst! Gabriel Verlag, Stuttgart 2016, ISBN 978-3-522-30417-7 (Text von Erwin Grosche).
- Das wahrscheinlich schönste Kind der Welt: aus meinem Leben als Vater. Kösel Verlag, München 2016, ISBN 978-3-466-31072-2 (Text von Joachim Brandl).
- Kidnapping Oma. Coppenrath, Münster 2018, ISBN 978-3-649-62856-9 (Text von Matthias Morgenroth).
- Die Prinzessin von Bestimm. Annette Betz, 2018, ISBN 978-3-219-11766-0 (Text von Johanna Lindemann).
- Der Tag, an dem die Oma das Internet kaputt gemacht hat. Carlsen, Hamburg 2018, ISBN 978-3-551-51679-4 (72 S., Text von Marc-Uwe Kling).
- Das NEINhorn. Carlsen, Hamburg 2019, ISBN 3-551-51841-6 (48 S., Text von Marc-Uwe Kling).
- Z wie Zorro. Coppenrath, Münster 2019, ISBN 978-3-649-62880-4 (Text von Matthias Morgenroth).
- Der Tag, an dem Papa ein heikles Gespräch führen wollte. Carlsen, Hamburg 2021, ISBN 978-3-551-51997-9 (72 S., Text von Marc-Uwe Kling).
- Das NEINhorn und die SchLANGEWEILE. Carlsen, Hamburg 2021, ISBN 978-3-551-52128-6 (54 S., Text von Marc-Uwe Kling).